# Pavel Štěpánek
Pavel Štěpánek (n. Kladno, 1942) historiador del arte e hispanista checo.
Es catedrático de la Universidad Palacký de Olomouc y profesor de la Universidad Carolina de Praga, centros donde enseña historia del arte. Fue conservador de en las Galerías Nacional de Praga y de Bohemia Central (1969-1976), profesor invitado en varias universidades (México, 1982; Zaragoza, 1999; Caracas, 1993-4) y diplomático de la República Checa en Venezuela (1991-4). Está especializado en las relaciones entre el arte checo y el iberoamericano. Ha escrito Picasso en Praga (Madrid: CSIC, 2005) y publicado numerosos artículos en revistas especializadas.

## La exposición Óscar Domínguez en Checoslovaquia
- Comisario de la exposición Óscar Domínguez en Checoslovaquia , que está instalada hasta 30 de abril de 2017 en la galería de la institución TEA (Tenerife Espacio de las Artes) en Santa Cruz de Tenerife en las Islas Canarias.

## Condecoración
- Orden del Águila Azteca[1]